# Ana María de Huarte y Muñiz
Pour les articles homonymes, voir Muniz.
Titres
Impératrice du Mexique
19 mai 1822 – 19 mars 1823
(10 mois)
Impératrice du Mexique
14 – 19 juillet 1824
(5 jours)
Ana María Josefa Ramona de Huarte y Muñiz, dite Ana Huarte de Iturbide, née le 17 janvier 1786 à Valladolid au Mexique et morte le 21 mars 1861 à Philadelphie aux États-Unis, est l'épouse de l'empereur Augustin Ier du Mexique et en cette qualité impératrice du Mexique de 1822 à 1823,.

## Biographie

### Famille et jeunesse
Ana Maria est née le 17 janvier 1786 à Valladolid, considérée par les érudits de cette époque comme « le jardin de la Nouvelle-Espagne ». Elle est la fille de Don Isidro de Huarte y Arrivillaga, un noble immigré de Goizueta en Navarre, et de sa seconde épouse Doña Ana Manuela Muñiz y Sánchez de Tagle. Elle appartient à l'une des familles les plus riches et les plus influentes de la Nouvelle-Espagne, la maison Tagle, titulaire du marquisat d'Altamira. Elle est l'arrière-petite-fille de Juan de Acuña, marquis de Casa Fuerte, vice-roi de la Nouvelle-Espagne de 1722 à 1734.
Elle fréquente le collège Santa Rosa María de Valladolid, réputé pour son excellence éducative et musicale. Elle se distingue comme une excellente élève en étant par ailleurs douée de talents musicaux.

### Impératrice du Mexique

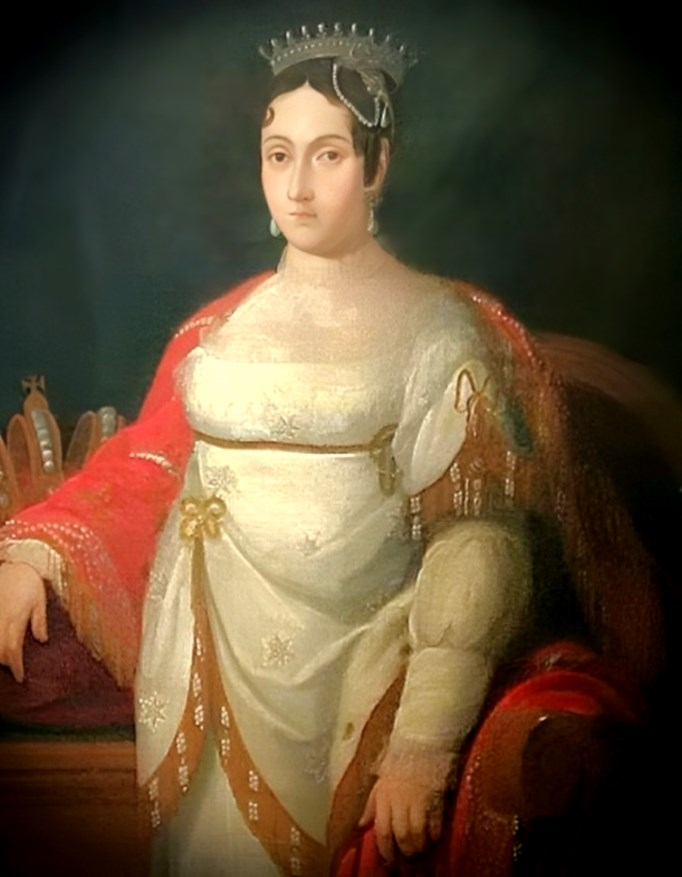
Portrait de l'impératrice Ana María.

En 1805, à l'âge de vingt-deux ans, Ana María Huarte y Muñiz épouse le général Agustín de Iturbide. Avec sa dot de 100 000 pesos, le couple achète l'hacienda d'Apeo dans la petite ville de Maravatío.
Proclamé empereur du Mexique sous le nom d'Augustin Ier, il est couronné le 21 juillet 1822 en la cathédrale de Mexico, avec son épouse, Ana María, lors d'une cérémonie élaborée. Leur fils aîné, Agustín Jerónimo, est titré prince impérial héritier. Leurs autres enfants reçoivent les titres de princes et princesses. 
Des factions politiques commencèrent à critiquer brutalement le régime impérial. Face à ces critiques, l'empereur décide de dissoudre le Congrès le 31 octobre 1822. Cette décision déplait à des chefs militaires locaux tels que Guadalupe Victoria et Antonio López de Santa Anna, commandant de la garnison de Veracruz. Santa Anna et ses troupes se révoltent contre l'empereur et Guadalupe Victoria proclame la République le 1er décembre 1822 à Veracruz. Face à cette rébellion, Augustin Ier cherche à obtenir l'aide de l'Église mais décide finalement de renoncer au trône. Il présente son abdication au Congrès le 19 mars 1823 avant de fuir vers l'Italie.

### Exil et fin de vie

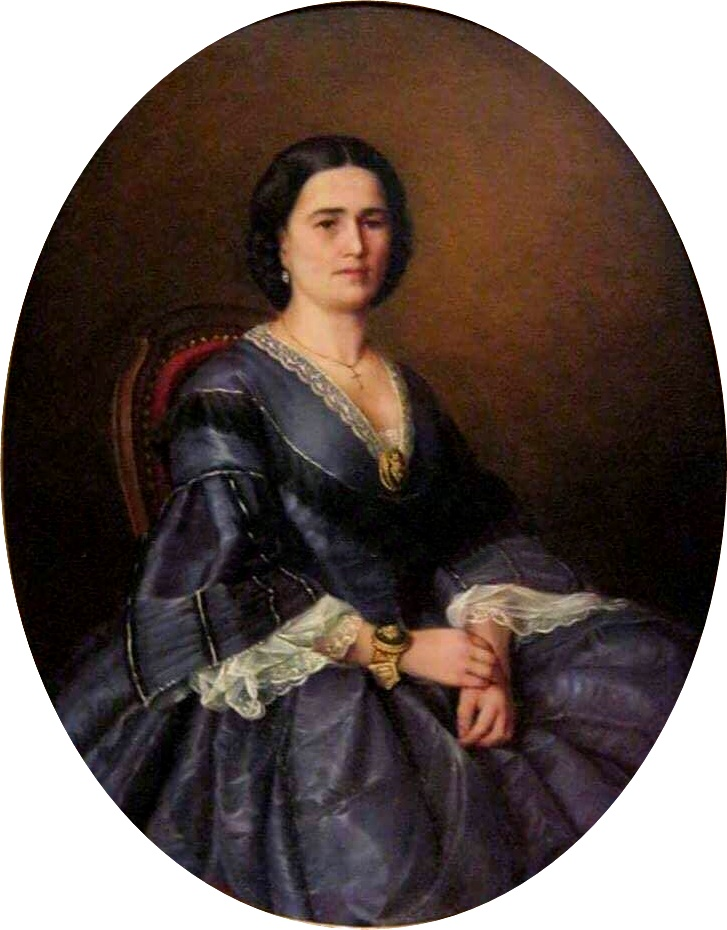
Portrait de l’impératrice en exil.

La famille impériale rejoint l'Europe sur un bateau rempli de nourriture, de vin, de bijoux et d'œuvres d'art. Ferdinand III, grand-duc de Toscane, permet à l'ex-famille impériale de séjourner à Livourne, où elle loue une petite maison de campagne. Mais ensuite, le roi d’Espagne Ferdinand VII fait pression sur le grand-duc de Toscane pour qu’il expulse la famille impériale. L'impératrice et sa famille partent donc pour Londres.
L'ex-empereur continue de recevoir des informations en provenance du Mexique ainsi que des conseils de partisans selon lesquels, s'il revenait, il serait salué comme un libérateur et un dirigeant potentiel contre une nouvelle invasion espagnole. Le 13 février 1824, Iturbide adresse un message au Congrès à Mexico, offrant ses services en cas d'attaque espagnole, mais n'obtient aucune réponse. Des factions politiques plus conservatrices convainquent  finalement Iturbide de revenir au Mexique. Il débarque à Soto la Marina (es), (Tamaulipas) le 15 juillet 1824. D'abord victorieuses, les unités d'Iturbide sont finalement vaincues et dispersées par les troupes républicaines. Capturé puis jugé pour trahison, Iturbide est condamné à mort après un procès expéditif présidé uniquement par des militaires républicains, avant d'être fusillé le 19 juillet.

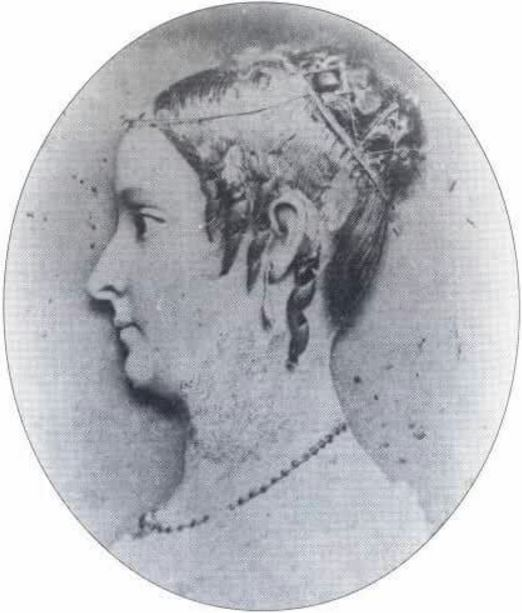
Ana María de Huarte, ex-impératrice du Mexique.

Le Congrès mexicain autorise l'ancienne impératrice et ses enfants à se rendre en Grande Colombie et leur octroie une pension annuelle de 8 000 pesos. Faute d'avoir trouvé un navire, la famille s'installe aux États-Unis. Ana Maria donne naissance à son dixième enfant à la Nouvelle-Orléans puis réside à Baltimore avant de s'installer dans une petite maison à Georgetown, à côté de Washington.  
Elle souffre de la mort de deux de ses filles et désapprouve le mariage de son fils Angel avec Alice Green, l’arrière-petite-fille de George Plater, gouverneur du Maryland.
Dans la nuit du 21 mars 1861, à l'âge de 75 ans, Ana Maria de Huarte de Iturbide y Muñiz, ancienne impératrice du Mexique, meurt à son domicile à Philadelphie. Elle est inhumée dans la chapelle du cimetière de l'église Saint-Jean-l'Évangéliste dans cette ville.

## Descendance
Ana María Huarte et Agustín de Iturbide ont dix enfants :
- Agustín Jerónimo de Iturbide y Huarte (1807-1866) ;
- Sabina María de la Concepción de Iturbide y Huarte (1809-1871) ;
- Juana de Dios María Francisca Ramona Ignacia de Iturbide y Huarte (1811-1828) ;
- Josefa de Iturbide y Huarte (1814-1891) ;
- Ángel María José Ignacio Francisco de Xavier de Iturbide y Huarte (1816-1872) ;
- María Jesus de las Angustias Juana Nepomuceno de Iturbide y Huarte (1818-1849) ;
- María de los Dolores de Iturbide y Huarte (1819-1820) ;
- Salvador María de Iturbide y Huarte (1820-1856) ;
- Felipe Andrés María Guadalupe de Iturbide y Huarte (1822-1853) ;
- Agustín Cosme de Iturbide y Huarte (1824-1873).